# Hodakî, Korosten
Hodakî (în ucraineană Ходаки) este localitatea de reședință a comunei Hodakî din raionul Korosten, regiunea Jîtomîr, Ucraina.
Localitatea face parte din regiunea istorică Volânia, iar după tratatul de pace de la Riga din 1921 a devenit parte a Uniunii Sovietice.

## Demografie
Componența lingvistică a localității Hodakî
     Ucraineană (97,04%)
     Rusă (2,96%)
Conform recensământului din 2001, majoritatea populației localității Hodakî era vorbitoare de ucraineană (97,04%), existând în minoritate și vorbitori de rusă (2,96%).